# Амортизация (финансы)
Амортиза́ция (от лат. amortisatio — «ослабление») — структура выплат, связанная с погашением финансовых заимствований посредством ряда периодических платежей. Каждый платёж погашает проценты, начисленные на невыплаченную сумму долга и часть основной суммы долга. Выплаты осуществляются на протяжении всего периода заимствования равными суммами.
Амортизация вычисляется по формуле:
{\displaystyle A\,=\,PV\cdot {\frac {r}{1-\left({\frac {1}{1+r}}\right)^{n}}},}
где A — периодические выплаты, PV — сумма займа, r — стоимость займа (ставка процента заимствования), n — срок займа.
Предоставляя заём, банк исходит из того, что дисконтированная стоимость всех амортизационных платежей (платежей по погашению займа) должна быть не меньше суммы предоставляемого займа. Поэтому в приведённой формуле, исходя из равенства суммы предоставляемого займа и дисконтированной стоимости суммы всех амортизационных платежей, первый множитель PV, по существу являющийся дисконтированной стоимостью суммы платежей, равен сумме займа. Если банк намерен рассчитать амортизацию таким образом, чтобы в результате получить дисконтированную стоимость суммы платежей бо́льшую, чем размер предоставленного займа, значение PV должно быть равно дисконтированной стоимости суммы платежей (той суммы, которую банк намерен в результате получить), а не размеру предоставленного займа.
Формула для финансовой амортизации выводится из формулы для расчёта дисконтированной стоимости серии потоков платежей и аннуитетных платежей (см. дисконтированная стоимость).
В табличных процессорах в состав финансовых функций входит функция для вычисления амортизации платежей. Например в OpenOffice.org Calc для вычисления амортизации платежей применяется функция PMT.